# Stazione di Whiteabbey
La stazione di Whiteabbey (in inglese britannico Whiteabbey railway station) è una stazione ferroviaria che fornisce servizio a Whiteabbey, contea di Antrim, Irlanda del Nord. Attualmente l'unica linea che vi passa è la Belfast-Larne. La stazione fu aperta l'11 febbraio 1848.

## Treni
Da lunedì a sabato c'è un treno ogni mezzora verso Larne Harbour (in un'ora un treno si ferma a Carrickfergus, l'altro prosegue verso Larne) e un treno ogni mezzora verso Belfast Central con treni aggiuntivi nelle ore di punta. La domenica la frequenza di un treno ogni due ore è costante per tutto il corso della giornata, ma il capolinea meridionale è Great Victoria Street. Per quanto riguarda i treni della ferrovia Belfast-Derry ci sono solo due servizi al giorno per direzione.

## Servizi ferroviari
- Belfast-Larne
- Belfast-Derry

## Servizi
- Biglietteria self-service
- Annuncio sonoro arrivo e partenza treni